# Isthmoheros tuyrense
Isthmoheros tuyrense ist ein Süßwasserfisch aus der Familie der Buntbarsche, der in Panama in den Stromgebieten von Río Tuira und Río Bayano vorkommt.

## Merkmale
Isthmoheros tuyrense ist hochrückig und erreicht eine Länge von über 25 cm. Die Fische haben eine graue Grundfarbe und als Jungfische sechs dunkle Querbinden, die bei adulten Exemplaren auf eine Längsreihe dunkler Flecke reduziert werden. Kopf, Körper und Brustflossen sind mit Linien kleiner, schwarzer Punkte überzogen.
Zu den meristischen (zählbaren) Merkmalen, durch die sich die Art von anderen amphilophinen Buntbarschen (verwandt mit Amphilophus) unterscheidet, zählen die Körpergröße (250 mm SL vs.) kleiner als 150 mm SL), wenige Afterflossenstacheln (6 – 7 vs. mehr als 8), 14 Rumpfwirbel (vs. 13) und 32 Schuppen entlang der Seitenlinie (vs. weniger als 30, Ausnahme Hypsophrys). Die Zähne von Isthmoheros tuyrense sind konisch und einspitzig; die Spitze ist labiolingual abgeflacht.

## Lebensweise
Isthmoheros tuyrense hat nur ein kleines Verbreitungsgebiet und lebt in Flüssen mit trübem, oft lehmbraunen Wasser und langsamer Fließgeschwindigkeit und im Bayanosee. Die Art ernährt sich detrivor und herbivor, also von zersetzenden organischen Stoffen und von Pflanzen, in den Flüssen vor allem von fadenalgen und von ins Wasser gefallenen Teilen von Landpflanzen. Wasserpflanzen fehlen im Lebensraum weitgehend. Lediglich im Bayanosee gibt es große Hydrilla-Bestände.

## Systematik
Die Art wurde 1913 durch die US-amerikanischen Ichthyologen Seth Eugene Meek und Samuel Frederick Hildebrand unter dem Namen Cichlasoma tuyrense beschrieben und nach dem Río Tuira der Terra typica benannt. Später wurde die Art der Gattung Vieja zugeordnet. Im Jahr 2016 wurde die Gattung Isthmoheros eingeführt, mit Isthmoheros tuyrense als einziger Art. Der Gattungsname setzt sich aus Isthmo (für Isthmus von Panama) und Heros (Buntbarschgattung) zusammen.  Isthmoheros ist die Schwestergattung von Talamancaheros.